# فرانكو باريديس
فرانكو باريديس (بالإسبانية: Franco Paredes)‏ هو لاعب كرة قدم أرجنتيني، ولد في 18 مارس 1999 في سان خوستو في الأرجنتين.

## وصلات خارجية
- فرانكو باريديس على موقع قاعدة بيانات كرة القدم.إي يو (الإنجليزية)
- فرانكو باريديس على موقع Soccerway.com (الإنجليزية)